# Muhammad Reza Zahedi

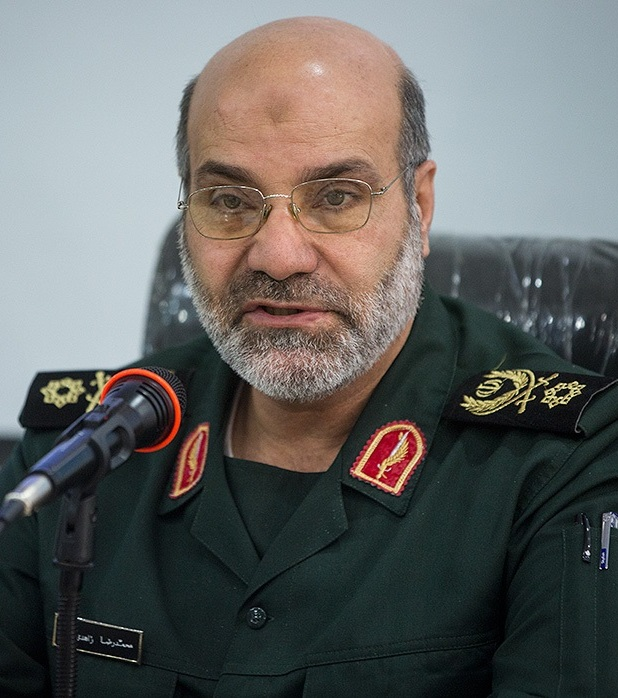
Mohammad Reza Zahedi (2017)

Mohammad-Reza Zahedi oder Mohammed Resa Sahedi (persisch محمدرضا زاهدی; * 2. November 1960 in Isfahan, Iran; † 1. April 2024 in Damaskus, Syrien) war ein hochrangiger iranischer Militäroffizier im Korps der islamischen Revolutionsgarde (IRGC). Zuvor befehligte er die Luft- und Landstreitkräfte und war zum Zeitpunkt seines Todes einer der Oberbefehlshaber der Quds-Einheit. Er wurde bei einem israelischen Luftangriff auf die syrische Hauptstadt Damaskus infolge des Krieges zwischen der palästinensischen Hamas und den israelischen Streitkräften am 1. April 2024 getötet.

## Leben
Mohammad Reza wurde am 2. November 1960 in der Stadt Isfahan geboren. Zahedi trat 1979 der islamischen Revolutionsgarde (IRGC) bei und diente während des Iran-Irak-Krieges als Offizier mit mittlerem Dienstgrad. Von 1983 bis 1986 leitete er die 44. Division (Qamar-Bani-Haschim-Division) und später von 1986 bis 1991 die 14. Division (Imam-Hossein-Division) im IRGC. Zwischen 2005 und 2008 bekleidete Zahedi die Position des Kommandeurs der Landstreitkräfte des IRGC. Gleichzeitig übernahm er die Führung des Thar-Allah-Stützpunkts („Gottes Rache“ Stützpunkt), der für die Sicherheit der iranischen Hauptstadt Teheran verantwortlich ist. Von 2008 bis 2017 war Zahedi Chef der Quds-Einheit in Syrien und im Libanon.
Qasem Soleimani ernannte Zahedi 2008 zum Kommandanten der „Libanon-Garde“ in der Quds-Einheit, die für die Lieferung von Waffen und technischem Fachwissen an die Hisbollah verantwortlich ist. Seine erste Amtszeit als Anführer der Libanon-Garde dauerte bis 2017. Im Rahmen seiner Arbeit nahm er auch regelmäßig an Sitzungen des Schura-Rates der Hisbollah teil, in dem die Politik der Organisation dargelegt wird. Zahedi war maßgeblich an der Verbesserung der Fähigkeit der Hisbollah für Angriffe auf die israelischen Streitkräfte im Südlibanon beteiligt und an der Planung der Frühjahrsoffensive der Hisbollah im Jahr 2000.

## Tod
Am 1. April 2024 wurde Zahedi durch einen israelischen Luftangriff getötet, der auf das Nebengebäude des Konsulats neben der iranischen Botschaft in der syrischen Hauptstadt Damaskus zielte. Nach Angaben der Syrischen Beobachtungsstelle für Menschenrechte kamen bei dem Bombenanschlag fünfzehn weitere Menschen ums Leben. Der Angriff beschädigte die nahegelegene kanadische Botschaft. Nach Angaben syrischer Staatsmedien verursachte der Angriff eine „massive Zerstörung“ des Konsulatsgebäudes sowie Schäden an benachbarten Gebäuden. Zahedi ist damit der ranghöchste IRGC-Offizier, der seit der Ermordung von Qasem Soleimani durch das US-Militär im Januar 2020 getötet wurde. Mit dem Angriff auf das Konsulat verstieß Israel gegen das Wiener Übereinkommen über diplomatische Beziehungen, dem sich auch Israel verpflichtet hatte.